# محمد طاهری (فوتسال)
محمد طاهری (زاده ۱۲ اردیبهشت ۱۳۶۴ در تهران) یک بازیکن فوتسال اهل ایران است. او کاپیتان اسبق تیم ملی فوتسال ایران بوده است.

## افتخارات
- ۵ قهرمانی در  مسابقات فوتسال آسیا همراه با  تیم ملی فوتسال ایران  در سال های ۲۰۰۵ ، ۲۰۰۷ ، ۲۰۰۸ ، ۲۰۱۰ و ۲۰۱۶
- آقای گلی  مسابقات فوتسال آسیا  در سال ۲۰۱۰ با ۱۳ گل در تیم ملی فوتسال ایران
- بهترین بازیکن  مسابقات فوتسال آسیا  در سال ۲۰۱۰ همراه با تیم ملی فوتسال ایران
- آقای گلی لیگ برتر فوتسال ایران در سال ۱۳۹۰ با ۳۲ گل
- آقای گلی لیگ برتر فوتسال ایران در سال ۱۳۹۱ با ۲۹ گل به‌طور مشترک با علی اصغر حسن‌زاده
- آقای گلی لیگ برتر فوتسال ایران در سال ۱۳۹۲ با ۲۵ گل به‌طور مشترک با فرهاد فخیم
- ۴ قهرمانی در لیگ برتر فوتسال ایران در سال ۱۳۸۸ با فولاد ماهان و در سال ۱۳۸۹ با شهید منصوری قرچک و در سال ۱۳۹۰ با شهید منصوری قرچک و در سال ۱۳۹۱ با گیتی‌پسند اصفهان
- قهرمانی در جام باشگاه‌های آسیا به همراه فولاد ماهان در سال ۱۳۸۸
- نایب قهرمانی در جام باشگاه‌های آسیا به همراه شهید منصوری قرچک در سال ۱۳۹۰
- کسب عنوان سومی قهرمانی فوتسال آسیا ۲۰۱۲ به همراه تیم ملی فوتسال ایران
- قهرمانی در جام باشگاه‌های آسیا به همراه گیتی‌پسند اصفهان در سال ۱۳۹۱
- آقای گلی جام باشگاه‌های آسیا در سال ۱۳۹۱ با ۹ گل
- نایب قهرمانی در جام باشگاه‌های آسیا به همراه گیتی‌پسند اصفهان در سال ۱۳۹۲
- نایب قهرمانی در لیگ برتر فوتسال ایران در سال ۱۳۹۲ با گیتی‌پسند اصفهان
- نایب قهرمانی قهرمانی فوتسال آسیا ۲۰۱۴ به همراه تیم ملی فوتسال ایران
- نایب قهرمانی در لیگ برتر فوتسال ایران در سال ۱۳۹۳ با گیتی‌پسند اصفهان
- مقام سوم مسابقات جام جهانی ۲۰۱۶ کلمبیا به همراه تیم ملی فوتسال ایران
- کسب توپ برنز مسابقات جام جهانی ۲۰۱۶ کلمبیا  (سومین بازیکن برتر تورنمنت)

## سوابق باشگاهی و ملی
محمد طاهری  بازیکن سابق تیم های  شهید منصوری قرچک  و فولاد ماهان اصفهان  الریان قطر و گیتی پسند اصفهان  و الشرطه قطر می باشد همچنین ۱۷۰ بازی ملی برای تیم ملی فوتسال ایران را دارد و ۱۶۰ گل نیز به ثمر رسانده و چندین قهرمانی آسیا و چندین دوره حضور در جام جهانی فوتسال را در کارنامه دارد.